# Víctor Romero
Victor Romero – kubański zapaśnik w stylu klasycznym. Wicemistrz Igrzysk Panamerykańskich w 1987 roku. Dwa złote medale mistrzostw panamerykańskich w latach 1986-87. Triumfator Igrzysk Ameryki Środkowej i Karaibów w 1986. Czwarty w Pucharze Świata w 1986 roku.